# Łotwa na Letnich Igrzyskach Paraolimpijskich 2000
Łotwę na Letnich Igrzyskach Paraolimpijskich 2000 w Sydney reprezentowało pięcioro sportowców – czterech mężczyzn i jedna kobieta. Był to trzeci występ reprezentacji Łotwy na letnich igrzyskach paraolimpijskich (po startach w 1992 i 1996 roku). 
Reprezentanci Łotwy zdobyli trzy brązowe medale. Dało im to 63. miejsce w klasyfikacji medalowej.

## Zdobyte medale
| Medal | Zawodnik           | Dyscyplina    | Konkurencja          |
| ----- | ------------------ | ------------- | -------------------- |
| Brąz  | Aigars Apinis      | Lekkoatletyka | pchnięcie kulą (F52) |
| Brąz  | Aigars Apinis      | Lekkoatletyka | rzut dyskiem (F52)   |
| Brąz  | Armands Ližbovskis | Lekkoatletyka | skok w dal (F13)     |

## Wyniki

### Lekkoatletyka

#### Mężczyźni
Konkurencje biegowe
| Zawodnik           | Konkurencja            | Eliminacje | Eliminacje | Finał    | Finał   | Źródło |
| Zawodnik           | Konkurencja            | Rezultat   | Miejsce    | Rezultat | Miejsce | Źródło |
| ------------------ | ---------------------- | ---------- | ---------- | -------- | ------- | ------ |
| Armands Ližbovskis | bieg na 100 metrów T13 | 11,58      | 6          | NQ       | NQ      | [ 3 ]  |
| Armands Ližbovskis | bieg na 200 metrów T13 | 23,30      | 2          | 23,35    | 7       | [ 4 ]  |

Konkurencje techniczne
| Zawodnik           | Konkurencja        | Finał    | Finał   | Źródło |
| Zawodnik           | Konkurencja        | Rezultat | Miejsce | Źródło |
| ------------------ | ------------------ | -------- | ------- | ------ |
| Aigars Apinis      | rzut dyskiem F52   | 15,12 m  | brąz    | [ 5 ]  |
| Aigars Apinis      | rzut dyskiem F53   | DNS      | DNS     | [ 6 ]  |
| Aigars Apinis      | pchnięcie kulą F52 | 7,15 m   | brąz    | [ 7 ]  |
| Jānis Janovskis    | skok wzwyż F46     | 1,70 m   | 9       | [ 8 ]  |
| Jānis Janovskis    | rzut oszczepem F46 | 39,29 m  | 6       | [ 9 ]  |
| Armands Ližbovskis | skok w dal F13     | 6,54 m   | brąz    | [ 10 ] |
| Andis Ozolnieks    | rzut oszczepem F46 | 46,01 m  | 5       | [ 9 ]  |

#### Kobiety
Konkurencje technicze
| Zawodniczka      | Konkurencja        | Finał    | Finał   | Źródło |
| Zawodniczka      | Konkurencja        | Rezultat | Miejsce | Źródło |
| ---------------- | ------------------ | -------- | ------- | ------ |
| Sanita Lietniece | rzut dyskiem F37   | 15,30 m  | 12      | [ 11 ] |
| Sanita Lietniece | pchnięcie kulą F37 | 6,51 m   | 11      | [ 12 ] |